# ثور غيرموند إريكسن
ثور غيرموند إريكسن هو محرر وصحفي وسياسي نرويجي، ولد في 2 أكتوبر 1966. نشط حزبياً في الحزب الاشتراكي اليساري.

## وصلات خارجية
- ثور غيرموند إريكسن على موقع IMDb (الإنجليزية)